# Хосроиды
Хосроиды или Хосровиани — династия грузинских монархов, которая правила объединённой Иберией и некоторыми из пришедших ей на смену княжеств с конца III до конца VIII века.
Как и их предшественники Фарнавазиды, Хосроиды — род иранского происхождения. В раннесредневековых перечнях грузинских царей отцом первого царя этой династии, Мириана III, назван «великий шах Хосров». Достоверность этих сведений сомнительна, поскольку Ираном в то время правили Сасаниды, а имя Хосров вошло у них в употребление гораздо позже. Известный исследователь грузинской генеалогии кн. Кирилл Туманов предположил, что Хосроиды принадлежали к одному из семи великих домов Ирана (возможно, к дому Михрана). С предыдущей грузинской династией Аршакидов Мириан был связан браком с дочерью аршакидского царя Аспаруга I.
Сведения о правлении Мириана III носят полулегендарный характер. Сообщается, что правил он эпически долго — то ли 70, то ли 80 лет. Поначалу он держался просасанидской ориентации, но впоследствии вступил в союз с Римом и принял христианство. При его преемниках Иберия продолжала оставаться яблоком раздора между Персией и Византией. В 361 году его провизантийски настроенный сын Саурмаг II был смещён персами, а его место заступил просасанидский Бакур II Аспаруг. В 370 году император Валент вернул на престол Саурмага.
По договору 387 года римляне отступились от восточной части Грузии, где в пику христианской церкви стало расти влияние зороастризма. В течение последующих ста лет грузинские Хосроиды находились на положении данников Персии. В 482 году царь Вахтанг I — подобно Вардану Мамиконяну в соседней Армении — открыто выступил против персов и заключил союз с Византией. Этому монарху приписывается основание Тбилиси.
После смерти в начале 580-х царя Бакура III персы упразднили царский титул и обратили Иберию в провинцию державы Сасанидов. В этот раз грузинская знать не оказала захватчикам должного сопротивления. Старшая ветвь Хосроидов заперлась в одном из горных замков Кахетии, младшая — обосновалась на западе страны, в Кларджети и Джавахети. В 588 г. внук Вахтанга I по имени Гурам получил от византийского императора Маврикия титул куропалата. В 591 г. автономия Картлийского эрисмтаварства была подтверждена Сасанидами.
В начале VI века потомками Гурама (т. н. Гурамиды) была предпринята попытка нового объединения Иберии, на этот раз под дланью Сасанидов. В ответ в Иберию вторгся император Ираклий, который в союзе с хазарами в 627 г. осадил и взял Тбилиси. Титул эрисмтавара был передан Адарнасе I из старшей (кахетийской) ветви Хосроидов. Через несколько десятилетий вторжение арабов в Закавказье заставило эрисмтавара Адарнасе II признать себя данником халифа.
В конце VII века Гурамиды вернули себе место эрисмтавара, а их соперники удалились в Кахетию, где местный князь Арчил принял в 786 году мученическую смерть от рук арабов. В том же году пресеклась ветвь Гурамидов. Один из сыновей Арчила, Иованэ, бежал на запад в Эгриси. Ещё один вероятный представитель династии, Джуаншер Джуаншериани, вступил в брак с княжной рода Багратиони. Ему впоследствии приписывалось составление жития Вахтанга I. После его смерти ок. 807 года владения Хосроидов перешли к роду Багратиони.